# Carlo Corsi
Carlo Corsi (Nizza, 8 gennaio 1879 – Bologna, 27 agosto 1966) è stato un pittore italiano.

## Biografia
Nasce a Nizza (Francia), si trasferisce prima a Bologna e in seguito a Torino, ove frequenta l'Accademia di Belle Arti, entrando in contatto con Giacomo Grosso. Nel 1912 viene invitato alla Biennale di Venezia (alla quale parteciperà più volte, anche nel dopoguerra, così come ha partecipato alle quattro edizioni della Secessione Romana); nel 1913 partecipa a delle mostre a Monaco, a San Francisco e alla I mostra della Secessione Romana.
È, assieme a Giovanni Romagnoli, Alfredo Protti e Guglielmo Pizzirani, tra i più apprezzati artisti bolognesi d'inizio Novecento, come sottolineato da una recente mostra tenutasi a San Marino, dedicata ai maestri bolognesi presenti alle edizioni della Secessione Romana. Nel 1941 vince il Premio Bergamo riservato ai giovani. Carlo Corsi ha però 62 anni. Il secondo premio va a Renato Guttuso che presenta l'opera Crocifissione. Nel 1953 vince un premio acquisto alla prima edizione del Premio Spoleto.
Carlo Corsi espone alla Biennale di Venezia a partire dal 1912 fino all'edizione del 1958 con una sala a lui riservata e la presentazione di Francesco Arcangeli. Dal 1908 al 1966, a fianco di Garzia Fioresi, Guglielmo Pizzirani, Alfredo Protti, Scorzoni e Romagnoli, è come socio artista uno dei nomi di punta dell'Associazione per le Arti "Francesco Francia" di Bologna. La Galleria Cinquantasei di Bologna ha pubblicato il primo volume del catalogo generale del maestro.
È sepolto nella Certosa di Bologna.